# Hängepartie

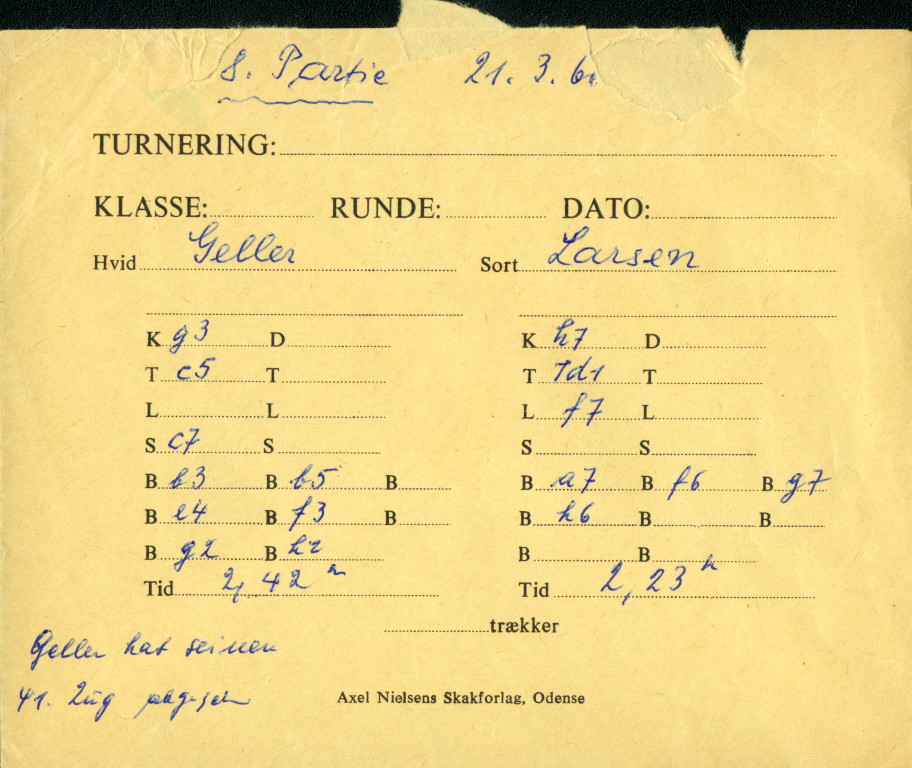
Hängepartieumschlag der 8. Wettkampfpartie zwischen Efim Geller und Bent Larsen am 21. März 1966 in Kopenhagen, wo Geller seinen 41. Zug abgab.

Eine Hängepartie bezeichnete eine Schachpartie, die abgebrochen wurde, um zu einem späteren Zeitpunkt fortgesetzt zu werden.
Bis Mitte der 1990er-Jahre sahen die Schachregeln vor, dass Schachpartien nach Ablauf einer bestimmten Spieldauer, bei einer Bedenkzeitregelung von 2,5 Stunden für 40 Züge beispielsweise nach fünf Stunden Spielzeit, zwingend unterbrochen, also vertagt werden müssen. Die Analyse von Hängepartien spielte in hochklassigen Turnieren und Wettkämpfen eine wichtige Rolle. Dabei arbeitete der Spieler oft mit Mannschaftskameraden, Trainern oder Sekundanten zusammen. Das Aufkommen von Schachprogrammen führte dann in den 1990er-Jahren zu einer Änderung der Schachregeln, so dass Hängepartien heute nicht mehr üblich sind.
Beim Abbrechen einer Partie notierte der Spieler, der am Zug war, seinen nächsten Zug (den Abgabezug) verbindlich auf seinem Partieformular, ohne dass der Gegner den Zug sehen konnte. Beide Partieformulare wurden in einen Umschlag gesteckt. Auf dem Umschlag wurden Stellung, Namen der Spieler, verbrauchte Bedenkzeiten, eventuelles Remisangebot, welcher Spieler am wievielten Zug war sowie Zeitpunkt und Ort der Wiederaufnahme der Partie notiert. Bei Wiederaufnahme der Partie musste der Spieler, der am Zug war, genau den Zug ausführen, den er notiert hatte. So wurde sichergestellt, dass keiner der beiden Spieler die Stellung kannte, in der er seinen nächsten Zug machen musste, was bei der Analyse sonst ein großer Vorteil gewesen wäre. Ein fehlerhaft oder mehrdeutig notierter Abgabezug hatte den Verlust der Partie zur Folge.
Robert Hübner war der Ansicht, dass Abgabezüge eine überdurchschnittlich hohe Fehlerquote aufweisen. Er begründete dies mit dem Ende der Zeitnotphase: „Nun gilt es, das Verständnis der Lage zurückzugewinnen, einen neuen Spielplan zu entwerfen, tief zu rechnen, eine manchmal höchst folgenreiche Entscheidung zu treffen – während ringsum Spieler und Zuschauer, vom Spannungsdruck erlöst, in befreites Quaken und Gackern ausbrechen“.
Im allgemeinen Sprachgebrauch wird der Begriff Hängepartie in einem übertragenen Sinn für Situationen verwendet, in denen ein zielorientierter Prozess nur noch langsam und mühsam abläuft. 